# Casey Jones (Tortues Ninja)
Pour les articles homonymes, voir Casey Jones et Jones.
Arnold "Casey" Jones est un personnage allié des protagonistes principaux de la série de comics Les Tortues ninja. Auto-proclamé justicier, il parcourt la ville pour traquer les criminels. Dans toutes les versions, il porte un masque de hockey pour dissimuler et protéger son visage, et transporte dans un sac de golf divers ustensiles de sports qu'il utilise comme armes (principalement un club de golf, une crosse de hockey et des battes de baseball).
Dans plusieurs versions, il a une relation amoureuse avec April O'Neil.

## Comic
Casey Jones est un héros « amateur », un ancien « loser » qui cherche à se racheter en faisant régner l'ordre à sa manière. Dans ce but, il patrouille dans les rues la nuit, le visage dissimulé par un masque de hockey et armé de différents instruments de sport, et agresse les criminels.   
Il apparaît pour la première fois dans Raphael #1, où Raphael, alors dégoûté par sa propre colère à la suite d'une dispute ayant failli tourner au drame avec Michelangelo, le rencontre durant leur tentative simultanée d'arrêter une agression sur des criminels. Raphael se rend vite compte que Casey n'est nullement mal intentionné, mais a tendance à agir de façon excessive (comme casser une jambe à un simple voleur de voiture). Après une poursuite et une série d'affrontements, Raphael réussit à mettre Casey à terre et à le convaincre de l'écouter. Finalement, il décide de le laisser continuer son jeu de justicier après s'être assuré qu'il se retiendrait, et finit par lier une amitié avec lui.
Casey réapparaît plus tard, lorsque Shredder, récemment ramené à la vie, attaque la boutique d'antiquités d'April. Ayant apparemment remarqué la situation, il intervient en faveur des Tortues et les aide à s'échapper avec April O'Neil. Il leur offre ensuite un abri dans l'ancienne ferme de sa grand-mère.
Le personnage est présenté comme violent, plus encore que Raphael, bien qu'il tende à devenir plus aimable au fur et à mesure de la série.

## Séries animées

### Tortues Ninja: Les Chevaliers d'écaille
Dans la série animée de 1987, Casey Jones est un homme marginal qui se trouve une vocation de justicier amateur à New York. Il n'apparaît que dans quelques épisodes avec un rôle mineur, et sa relation avec April O'Neil n'est jamais mentionné, les deux personnages ne se croisant même pas au cours de la série. Casey est présenté comme plutôt brutal, instable et paranoïaque, attaquant à tout bout de champ pour des raisons souvent peu valables. Par exemple, il s'en prend aux Tortues en les entendant parler d'"attaquer" la Pizzeria (ce qui bien sûr n'était qu'une expression), ou menace un clochard qui se couche illégalement sur un banc.
Et aussi il s'en prend aux tortues en croyant qu'ils font acte de vandalisme sur les distributeurs.
Surtout il s'acharne sur un passant qui souille l’environnement.
Il a aidé les tortues à affronter des adversaires et combat le crime.
La première rencontre avec Raphael et ses liens d'amitiés et le conflit avec ce dernier sont absents.

### Tortues Ninja(2003)
Casey Jones apparaît dans la série animée de 2003, où il joue un rôle nettement plus important que dans la précédente. Ici, son désir de faire la justice est causé par un désir de vengeance envers les hommes de Shredder, depuis que Hun a tué son père. Depuis ce jour, il déteste Hun, au point d'avoir essayé de le tuer à deux reprises, bien qu'à chaque fois il se soit arrêté à temps.
Comme dans le comic, Casey Jones est initialement instable et assez dangereux, mais se lie d'amitié avec Raphael, et se stabilise au contact des Tortues et d'April. À certains passages, il tourne comme un personnage comique par sa maladresse relative et sa brutalité, qui contraste plus ou moins avec l'agilité et la discrétion en ninjutsu des Tortues, de Splinter et plus tard d'April O'Neil.
Comme dans le comic, il a une relation amoureuse avec April, qui se développe peu à peu au fur et à mesure de la série, bien que leurs rapports soient par moments conflictuels. Tous deux commencent à sortir ensemble vers les saisons 2 et 3, et se marient dans la saison 7.
Sans oublier la confrontation face a Hun est dédié a son père.

### Les Tortues Ninja(2012)
Il apparait dans la saison 2. Jeune lycéen, il fait la rencontre de April (celle-ci cache l’existence des tortues) qu'il défend contre les agresseurs. Au cours de l'affrontement, il attaque les dragons pourpres en essayant de les blesser mais il est interposé par Raphael, qui deviendra plus tard son ami.
Il sera aux côtés des protagonistes et a la phobie des rats. Il n'a aucune chance face à Hun qui est redoutable et invincible.

### Le Destin des Tortues Ninja
Dans l'univers de cette nouvelle série, il y'a deux Casey Jones.
Le premier est une femme du nom de Cassandra Jones, et est interprétée par Zelda Williams. Elle apparait dans l'épisode 22 de la première saison en tant que nouvelle recrue du Clan Foot et son nom n'est pas encore connu, elle est appelée la Recrue tout le long, elle est extrêmement loyale envers le clan Foot et envers Shredder. Tout comme ses versions précédentes Casey est une personne brutale, violente et hyperactive. Elle se bat avec un Naginata tordu qui fait penser à une crosse de hockey (l'arme fétiche du personnage). A la fin de la saison 2, elle finit par se rebeller contre Shredder et aidera les tortues à le vaincre. C'est là que son vrai nom est révélé.
Le deuxième Casey Jones est un voyageur temporel apparaissant dans le film et est interprété par Haley Joel Osment. Il a été entrainé par les tortues lors de la guerre contre les Krangs, et a été envoyé dans le passé par Leonardo et Michelangelo afin d'empêcher l'invasion. Il va alors demander l'aide des Tortues du passé pour y arriver. Il est révélé à la fin du film qu'il est le fils de Cassandra.

## Films

### Les Tortues Ninja
Casey Jones apparaît dans Les Tortues Ninja, le premier film de la trilogie au cinéma. Casey est une brute épaisse au cœur d'or, assez prétentieux et légèrement dragueur. Il joue un rôle majeur comme allié des Tortues au cours du film. À la fin, c'est lui qui active le broyeur qui tue a priori Shredder.

### Les Tortues Ninja 3
Casey Jones apparaît ensuite dans le troisième film, où il est censé surveiller les ninjas qui proviennent du passé. Cette fois, son rôle est plus comique qu'autre chose. 

### TMNT: Les Tortues Ninja
Casey réapparaît dans le quatrième film, TMNT : Les Tortues Ninja (TMNT). Ici, il s'est désormais installé en ménage avec April, qu'il aide dans son travail, et s'est plus ou moins rangé de son rôle de justicier amateur. Cependant, il est nostalgique de sa vie passée, et se ferait une joie de reprendre sa chasse aux voyous. Comme dans la série animée de 2003, il est tourné de façon assez comique à certains passages.
Au cours du film, il trouve Raphael et découvre (non sans facilité) que ce dernier est le Justicier de la Nuit. Saisissant l'occasion, il reprend son rôle de justicier pour aider son ami, et tous deux commencent à agir en cachette des autres.Vers la fin du film, Casey accompagne les Tortues, Splinter et April dans la bataille finale. Il aide à retrouver la dernière créature nécessaire à fermer le portail dimensionnel avec April et Karai.

### Ninja Turtles 2
Il apparait dans Ninja Turtles 2 (2016), interprété par Stephen Amell.
Dans cette version, Casey Jones est un jeune policier, responsable du transfert de Bebop, Rocksteady et Shredder vers une autre prison. Il assiste alors à l'évasion de ses prisonniers et à l'intervention des Tortues Ninja. Cependant, ses supérieurs refusent de croire à son histoire et il est renvoyé.
Casey décide alors de faire justice lui-même en allant directement récupérer ses prisonniers. Il sauvera April des Foot et fera la rencontre des tortues. Il essayera tant bien que mal de défendre April face aux agents du gouvernement, alors qu'elle a été accusée par Baxter Stockman, d'avoir volé un appareil au TCRI. Grâce à l'intervention de Vernon Fenwick, il réussit à l'innocenter. Durant l'invasion de Krang, il affrontera Bebop et Rocksteady qu'il battra facilement, et tentera ensuite de s'en prendre à Karaï. Après la défaite de cette dernière, il détruira la machine de Krang refermant le portail vers la dimension de l'alien.